# Wiener Schnitzel

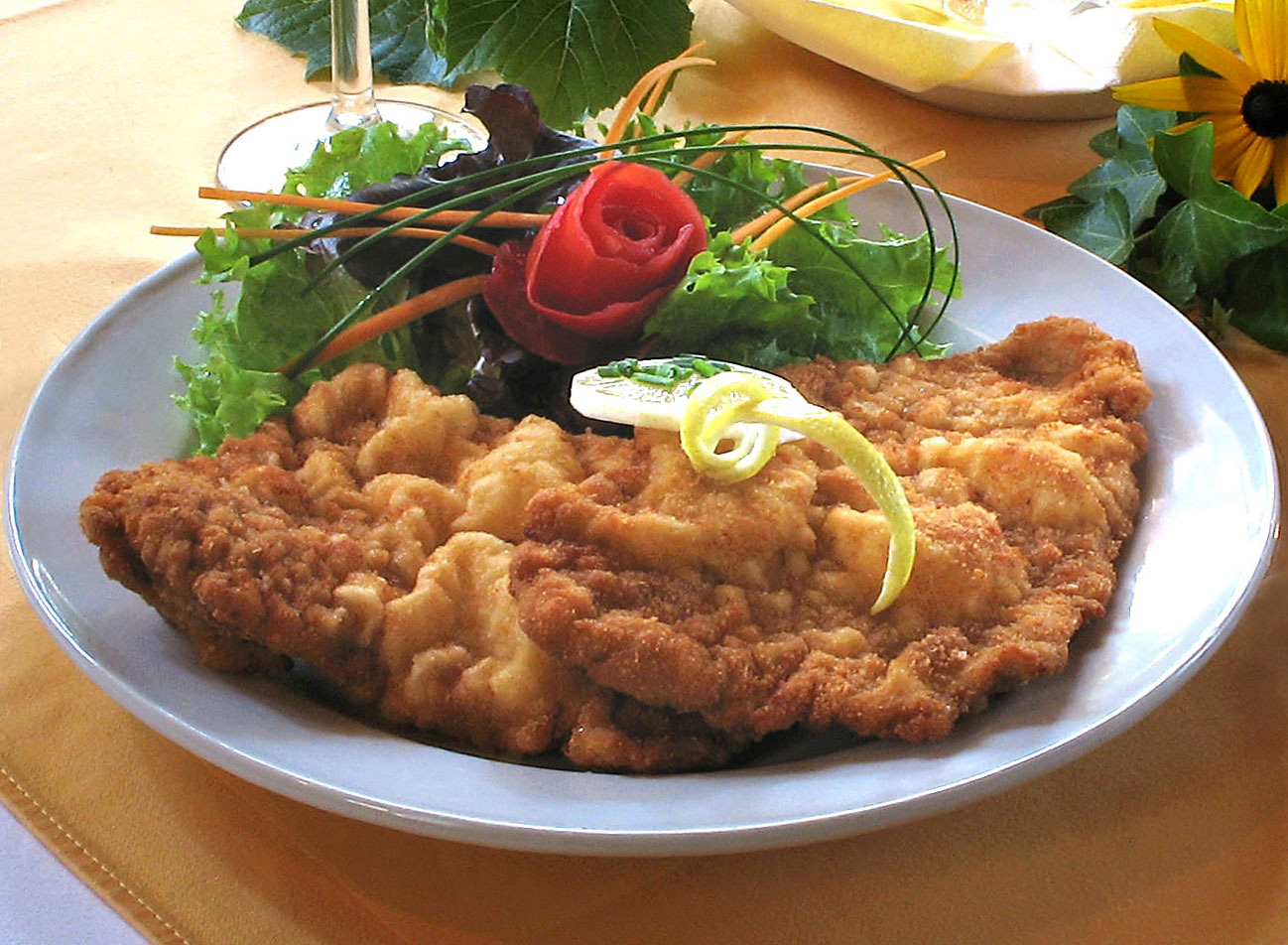
Wiener Schnitzel, một món ăn truyền thống của Áo

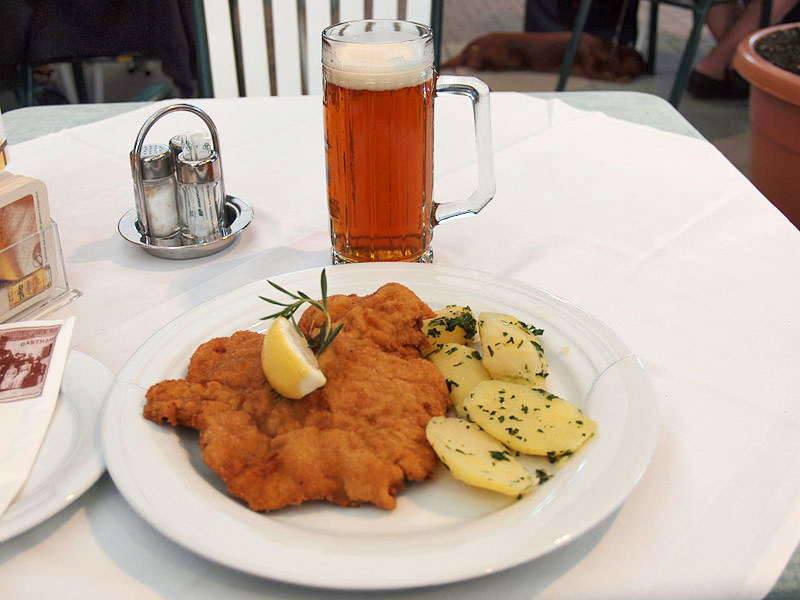
1 đĩa Wiener Schnitzel phục vụ tại một quán ăn ở Kärnten, Áo.

Wiener Schnitzel, hoặc Wienerschnitzel ở Thụy Sĩ, là một miếng thịt bê mỏng, tẩm bột, trứng và vụn bánh mì rồi chiên chảo.
Nó là một trong những đặc sản nổi tiếng nhất của ẩm thực Viên. Wiener Schnitzel là một món ăn dân tộc của Áo.

## Lịch sử và nguồn gốc
Thuật ngữ"Wiener Schnitzel"xuất hiện đầu tiên vào cuối thế kỷ 19, nhưng món ăn này đã được đề cập đến trước đó, đầu tiên được biết đến trong một cuốn sách nấu ăn từ năm 1831. Trong sách dạy nấu ăn ở Nam Đức nổi tiếng của Katharina Prato, nó được đề cập tới với cái tên eingebröselte Kalbsschnitzchen (Miếng thịt bê bọc vụn bánh mì).